# Lazadi Fousséni
Lazadi Fousséni (30 giugno 1993) è un calciatore beninese, difensore dell'ASPAC.

## Biografia
Altre fonti attestano come data di nascita 30 novembre 1991.